# Liste der Wappen in der Provinz Brindisi
Liste der Wappen in der Provinz Brindisi beinhaltet alle in der Wikipedia gelisteten Wappen der Provinz Brindisi in der Region Apulien in Italien. In dieser Liste werden die Wappen mit dem Gemeindelink angezeigt.

## Wappen der Provinz Brindisi

Provinz Brindisi
Lage in Italien

## Wappen der Gemeinden der Provinz Brindisi

Brindisi
Carovigno
Cellino San Marco
Cisternino
Erchie
Francavilla Fontana
Latiano
Mesagne
Oria
San Donaci
San Michele Salentino
San Pancrazio Salentino
San Pietro Vernotico
San Vito dei Normanni
Torchiarolo
Torre Santa Susanna
Villa Castelli